# آني ماكراكين
آني فرجينيا ماكراكين (بالإنجليزية: Annie Virginia McCracken) كانت كاتبة ومحررة أمريكية نشطة في أواخر القرن التاسع عشر، عُرفت بكتابتها للقصص القصيرة والروايات، كما نشرت تحت الاسم المستعار ألما فيفيان ميلو (Alma Vivian Mylo).

## النشأة والتعليم
وُلدت ماكراكين في تشارلستون بولاية كارولاينا الجنوبية. تلقت تعليمها في المدارس الخاصة ثم التحقت بأكاديمية البنات في ساوث كارولاينا، حيث أظهرت ميلًا كبيرًا للكتابة والأدب.

## الحياة المهنية
بدأت ماكراكين مسيرتها الأدبية مبكرًا، وكانت تكتب القصص القصيرة وتنشرها في مجلات أدبية. عام 1891، استقرت في هنتنغتون، فيرجينيا الغربية، حيث بدأت العمل في الكتابة بشكل منتظم.
في عام 1892، أصبحت محررة ومساهمة في مجلة أدبية مستقلة عُرفت بـ The Pine Forest Echo، كانت تُعنى بالأدب المحلي والأعمال النسائية. كتبت بعض أعمالها تحت اسم مستعار هو "Alma Vivian Mylo".

## الحياة الشخصية
تزوجت من ف. أ. ماكراكين، ولكن لم تُذكر تفاصيل كثيرة عن حياتها الأسرية أو تاريخ وفاتها.

## الأعمال
رغم قلة التوثيق، إلا أن أعمالها ركزت غالبًا على الحياة الاجتماعية والروحية في الجنوب الأمريكي، وقد لاقت بعض قصصها استحسانًا نقديًا في الصحف والمجلات الأدبية خلال عصرها.